# 春州 (唐朝)
春州，唐朝时设置的州。
武德四年（621年）以高凉郡之阳春置春州，州治阳春县（在今广东省阳春市区），领阳春县、流南县。武德五年（622年）恢复西城县，属春州。春州属岭南道。天宝元年（742年），春州称南陵郡，析阳春县置罗水县。乾元元年（758年），春州复名。五代十国南汉，春州领阳春、罗水、流南三县。
北宋开宝五年（972年）撤销春州，阳春、罗水、流南三县改属恩州。第二年，以阳春县、铜陵县复置春州。大中祥符九年（1016年），撤销春州，阳春县改称新春县，归属新州。天禧四年（1020年），新春县复称阳春县，阳春、铜陵二县复置春州。熙宁六年（1073年）废春州，把铜陵县并入阳春县，阳春县属南恩州。　　
春州刺史
- 冯智戴（622年）
- 杜由口（大中年间）
- 陈谠（870年）
- 莫休符（899年）